# El nedador
El nedador (títol original en anglès The Swimmer) és una pel·lícula estatunidenca dirigida per Frank Perry estrenada el 1968 i protagonitzada per Burt Lancaster. Un conte surrealista, al·legòric, basat en un conte del mateix nom de John Cheever. Sydney Pollack va ser cridat per acabar la pel·lícula després que Perry marxés a causa de "diferències creatives". Aquesta pel·lícula ha estat doblada al català.
La pel·lícula presenta cameos de Janet Landgard, Kim Hunter, Cornelia Otis Skinner i Joan Rivers, entre d'altres.

## Argument
En un dia de finals de l'estiu a Connecticut, Ned Merrill (Lancaster), un aparentment exitós home de negocis de mitjana edat, atractiu i popular, surt del bosc portant només un parell de vestits de bany i decidit a nedar fins a casa a través del comtat, visitant les piscines dels amics.
Al principi rep una benvinguda càlida mentre troba vells amics i coneixences del passat. Són gent d'alta classe mitjana, opulenta amb cases en rodalia de luxe. Tanmateix, mentre el dia passa i es va trobant els que han estat més propers a ell més últimament, les benvingudes es tornen cada vegada més àcides. Orgullós, Ned presumeix de dona, filles i casa trobant-se amb durs sentiments, barreja de sospita i ràbia, especialment en les dones. Cap al vespre, un tremolós Ned per fi es deixa anar cap amunt d'un turó rocós, obre una porta rovellada i mentre comença una tempesta, troba una casa abandonada sense família i es desploma.